# Kettenschifffahrt in Frankreich
Die Kettenschifffahrt (französisch touage) war eine in Frankreich entwickelte und ab 1839 auf der Seine betriebene Form des Binnenschiffsverkehrs. Von dort breitete sich die Technik auf andere Flüsse, vor allem auch nach Deutschland aus. Bei dieser speziellen Art des Schiffstransports wurden mehrere Schleppkähne von einem Kettenschleppschiff entlang einer im Fluss verlegten Kette gezogen. Die Kettenschifffahrt sorgte für das Überleben der Schifffahrt nach Aufkommen der Konkurrenz durch die Eisenbahn und wurde selbst später durch Rad- und Schraubenschlepper sowie selbstfahrende Schiffe verdrängt.
Obwohl sich die Vorteile der Kettenschifffahrt vor allem in Flussabschnitten mit stärkerem Gefälle oder geringer Wassertiefe zeigten, gab es diese Art des Schiffzugs im Unterschied zu anderen Ländern auch auf Kanälen. Auf einschiffigen Kanalabschnitten und speziell in den sehr schmalen Schiffstunneln wurden Kettenschlepper mit Erfolg eingesetzt. Die später elektrisch betriebenen Kettenschlepper sind vereinzelt bis heute im Bereich von Kanaltunneln im Einsatz.

## Geschichtliche Entwicklung der Technik
Vor der Einführung der Dampfschifffahrt zogen Menschen oder Tiere Schiffe mühsam die Flüsse stromaufwärts. Diese Art des Schiffstransportes wird Treideln genannt und stellte für viele Jahrhunderte die einzige wirtschaftliche Möglichkeit der Fortbewegung im Bereich der Binnenschifffahrt dar. Der Bedarf an Transportkapazitäten erhöhte sich während der Industrialisierung Frankreichs. Außerdem entstand ein zunehmender Bedarf, die Transportgeschwindigkeit zu vergrößern. Die Schifffahrt konkurrierte hierbei direkt mit der Eisenbahn. Die Kettenschifffahrt ermöglichte den Schiffern einen schnelleren Transport ihrer Kähne zu gleichbleibend niedrigen Kosten. Regelmäßige Fahrpläne erlaubten kalkulierbare Lieferzeiten.
Die technische Entwicklung der Kettenschifffahrt ging Anfang des 19. Jahrhunderts von Frankreich aus. Gleich mehrere Erfinder beschäftigten sich ab 1820 mit dem Prinzip, bei dem sich ein Schiff entlang eines Seiles oder einer Kette gegen die Strömung des Flusses zieht. Die Technik der Kettenschifffahrt ermöglichte, die damals noch geringe Leistung der Dampfmaschinen optimal auszunutzen. Kettenschlepper waren den Raddampfern dort überlegen, wo der Fluss eine hohe Strömung aufwies. Gleichzeitig reichte ihnen eine deutlich geringere Wassertiefe aus.

## Die Kettenschifffahrt auf der Seine

Karte zur Verbreitung der Kettenschifffahrt in Frankreich

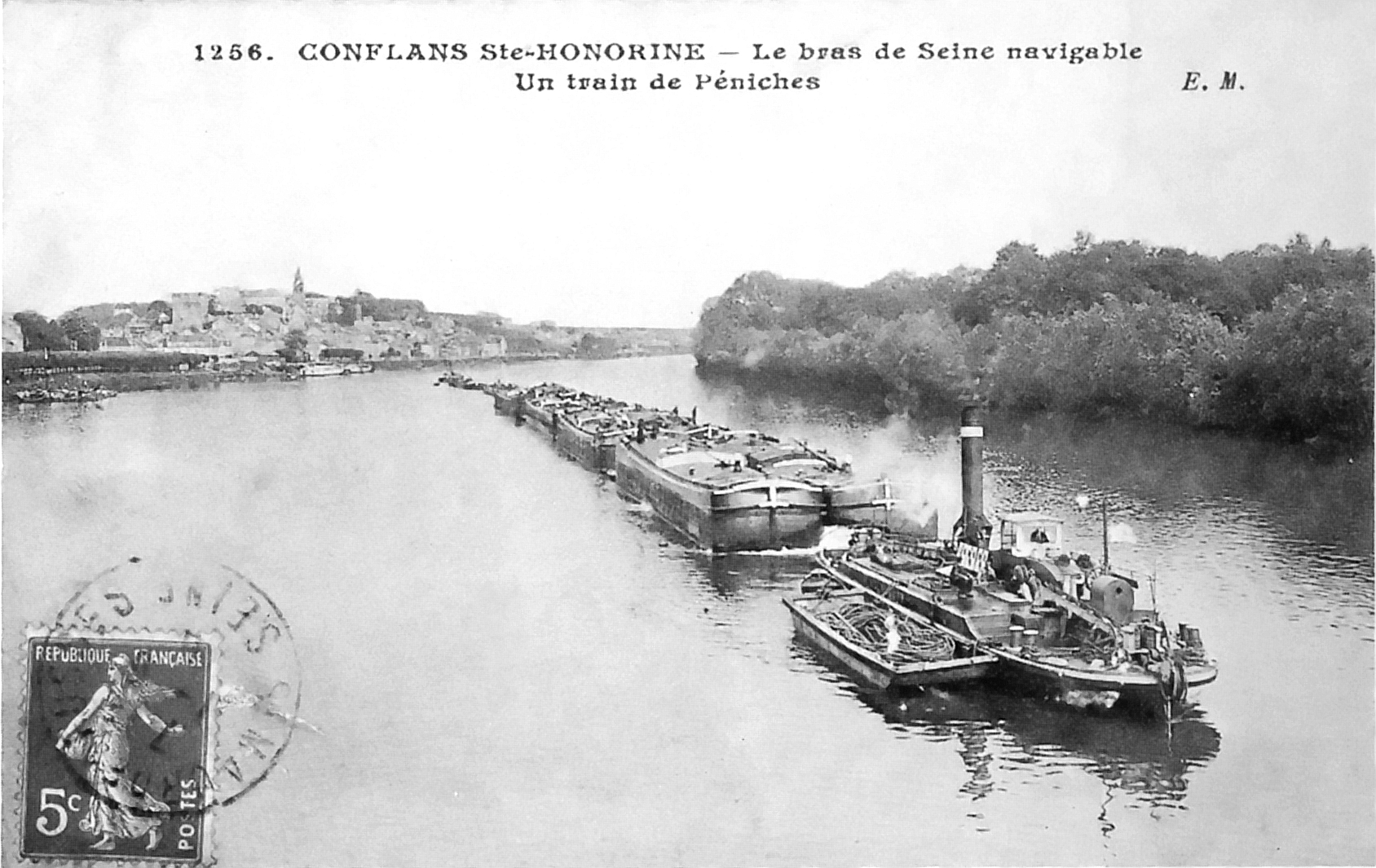
Kettenschlepper auf der Seine mit Pénichen

Die Beschaffenheit des Flussbettes des Mittel- und Oberlaufs der Seine ab der Einmündung der Yonne eignete sich besonders für die Kettenschifffahrt. Der Fluss war gleichmäßig tief und hatte ein relativ starkes Gefälle. Trotz ihres sandigen Betts führte die Seine wenig leicht bewegliches Geschiebe mit sich. Der Flussverlauf änderte sich nur wenig, und die Gefahr einer Versandung der Kette war gering.

### Anfänge der Kettenschifffahrt
Im Jahr 1839 wurde im Auftrag des General-Inspektors der Schifffahrt Latour du Moulin der erste technisch und wirtschaftlich erfolgreiche Kettendampfer Hercule gebaut. Dieser verkehrte für die Gesellschaft Société pour établir le touage dans la traversée de Paris regelmäßig auf einem etwa 5 bis 6 Kilometer langen, strömungsreichen Abschnitt der Seine innerhalb des Stadtgebiets von Paris. Das Treideln mit Pferden war in diesem Abschnitt zusätzlich durch die Uferkonstruktion erschwert.
Die neue Technik hatte nicht nur Anhänger, sondern auch Gegner. Zahlreiche Ingenieure wollten die Schifffahrtsprobleme durch eine Kanalisierung des Flusses lösen. Beim Bau von dazu benötigten Schleusen störte aber die im Fluss verlegte Kette. 1841 beantragte die Gesellschaft für Kettenschifffahrt eine Konzession mit dem Zweck der Abschaffung des Treidelns mit Pferden zugunsten des Schiffszugs mit Dampf an der Kette. Nach umfangreichen Ermittlungen folgte 1845 ein Verbot des Treidelns und der Ausbau der Kettenschifffahrt flussaufwärts bis zum Port à l’Anglais bei Vitry-près-Paris.
Die Revolution 1848 beendete das Monopol, da die Konzession im Widerspruch mit der Freiheit der Schifffahrt und der Unternehmen stand. So dauerte es bis 1850, bis ein zweiter, bereits 1846 durch den Ingenieur Dietz konstruierter Kettendampfer mit dem Namen Austerliz den Schleppbetrieb deutlich verbesserte.

### Ausbreitung der Kettenschifffahrt
Ein Dekret Kaiser Napoleons III. aus dem Jahr 1854 erlaubte der Firma Eugène Godeaux und Söhne als einem der ersten Kettenschifffahrtsunternehmen, zwischen den Pariser Schleusen an der Pariser Münze und bei Pontoise eine Kette zu Schleppzwecken in der Seine zu versenken. Mit drei angehängten Kähnen betrug die Geschwindigkeit des Schleppverbandes 6 bis 7 Kilometer pro Stunde. Eugène Godeaux hatte aufgrund seines Erfolges den Gedanken, die Kettenschifffahrt auch auf Gebiete außerhalb von Paris auszudehnen. Er gilt als Initiator für die Verbreitung dieser Art des Schiffstransportes in Frankreich.
Die kaiserliche Regierung erteilte ihm noch im gleichen Jahr die Konzession zur Gründung der Compagnie de Touage de la Basse-Seine et de l’Oise. Diese verlängerte die Strecke um den 72 Kilometer langen Abschnitt der unteren Seine von Conflans (an der Einmündung der Oise) bis zum Port à l’Anglais bei Paris und erweiterte die Zahl der Kettenschlepper bis 1857 auf sieben Boote. Diese Kettenschlepper wurden in Hull in England gebaut. Sie hatten eine Leistung von 75 Pferdestärken und waren mit einer zusätzlichen Schraube ausgestattet, um flussabwärts frei von der Kette zu fahren. Für die Schlepper wurde berechnet, dass sie etwa 80 % der von der Dampfmaschine erzeugte Arbeit in Schleppleistung umsetzen konnten, was im Vergleich zu einem Radschleppdampfer mit einem Wirkungsgrad von nur 60 % deutlich höher war. Im Jahr 1868 zog diese Gesellschaft mehr als 1,6 Millionen Tonnen Güter aller Art nach Paris. Die Tonnage eines so gezogenen Schleppverbands kann zwischen 1.500 und 2.000 Tonnen betragen, und die Transportkosten sind um etwa 40 Prozent niedriger als beim Ziehen mit Pferden oder beim Schleppen mit Schaufelraddampfern.
Auf der oberen Seine erhielt die Compagnie de touage de la haute Seine 1856 die Konzession für die Kettenschifffahrt. Diese betraf die Strecke von der Schleuse de la Monnaie in Paris bis zur 106 Kilometer flussaufwärts liegenden Stadt Montereau an der Mündung der Yonne. Der Ausbau dieser Strecke erfolgte nach und nach zwischen 1856 und 1859. Die sieben Kettenschleppschiffe wurden von Charles Dietz in Bordeaux gebaut und besaßen eine Leistung von 16 bis 35 PS. Vom letzten Kettendampfer mit dem Namen La Ville de Sans (1860) ist eine detaillierte Beschreibung überliefert. Diese Schlepper hatten einen Tiefgang von nur 40 Zentimetern.
Nach der Erteilung einer weiteren Konzession im Jahre 1860 erweiterte die Compagnie de touage de Conflans à la mer die Kette ausgehend von Conflans in Richtung Seinemündung. Bis zum Jahr 1875 lag die Kette von Conflans bis Le Trait (etwa auf halbem Weg zwischen Rouen und Le Havre). Die restliche Strecke betrieb die Gesellschaft aufgrund der geringen Strömung und der ausreichenden Wassertiefe von Anfang an mittels Radschleppdampfern. Im Jahr 1876 wurde die Kette unterhalb Rouen wegen starker Versandung aus dem Strom entfernt.

### Technische und wirtschaftliche Details
Zur Zeit des großen Ausbaus der Kettenschifffahrt auf der unteren Seine (1856) war der Fluss sehr unregelmäßig (seichte Abschnitte und solche mit stärkerem Gefälle wechselten sich ab), die Strömung oft heftig und die Fahrwassertiefe verringerte sich vor allem in den trockenen Sommermonaten auf weniger als 1,5 Meter. Die Kettenschifffahrt, deren Aufgabe es war, große Schleppzüge unter diesen für Radschlepper widrigen Bedingungen preisgünstig zu ziehen, hatte während der Zeit vor der Flusskanalisierung unschätzbare Dienste geleistet. Sie ersetzte den bis dahin üblichen Pferdezug sowie zahlreiche der frei fahrenden Radschleppdampfer und zog nahezu den gesamten Bergverkehr an sich, so dass ihr Anteil bis zu 97 % betrug. Der Talverkehr erfolgte zum großen Teil durch bloßes Treiben.
Die Zugkosten für eine zu dieser Zeit typische Bootsform (Pinasse) reduzierten sich von 0,03 Francs auf etwa 0,01 Francs pro Kilometer und Tonne. In den ersten 36 Jahren zogen die Kettenschlepper mehr als 1800 Millionen Tonnen-Kilometer von Conflans bis Paris. Dem Handel und der Industrie von Paris ergaben sich dadurch Einsparungen von etwa 30 Millionen Francs.
Die schmiedeeiserne Kette, die entlang der Flüsse in Frankreich zum Einsatz kam, hatte meistens einen Durchmesser von 21 Millimetern – gemessen an einem der zwei zylindrischen Teile jedes Kettenglieds. Die einzelnen Kettenglieder waren im Gegensatz zu den üblichen Ankerketten ohne zentralen Steg als Rundstahlkette ausgeführt. Die Kette hatte eine Masse von neun bis zehn Kilogramm pro Meter. Das größere Gewicht gegenüber einem Drahtseil war trotz der höheren Anschaffungskosten einer der Hauptgründe für die Entscheidung gegen die Seilschifffahrt. Ein weiterer Grund war die einfachere Reparaturmöglichkeit bei einem Bruch. Bei einer Kette musste nur das defekte Kettenglied ausgetauscht werden, während das Drahtseil aufwändig über Spleißen zusammengefügt werden musste.
Die französischen Kettenschleppdampfer der Gesellschaften an der Seine (in Frankreich als „toueur“ und in deutscher Literatur häufig auch als „Tauer“ bezeichnet) waren mit Ausnahme des hölzernen Decks aus Eisen gebaut. Die typische Länge der Schlepper betrug etwa 40 Meter, während ihre Breite bei etwa 6 Metern lag. Der Schiffsboden war flach und bei normaler Belastung lag der mittlere Tiefgang bei 1,20 Metern (untere Seine) beziehungsweise bei etwa 50 Zentimetern (obere Seine). Bug und Heck des Schiffes waren halbkreisförmig begrenzt.
Die eigentliche Fortbewegung an der Kette erfolgte über ein Trommelwindwerk, wobei die Kette mehrfach über zwei hintereinander angeordnete Trommeln geführt wurde. Jedes Schiff war zusätzlich mit zwei Schrauben versehen, so dass es sich mit abgeworfener Kette frei bewegen konnte. Die Bedienungsmannschaft bestand aus sieben Personen, von denen sich vier auf dem Deck (Kapitän, zwei Steuerleute, ein Schiffsjunge) und drei an der Maschine (Maschinist und zwei Heizer) befanden.
Ein Kettenschleppdampfer zog typischerweise gleichzeitig zehn bis fünfzehn beladene Boote flussaufwärts. Er hätte je nach Gegebenheiten des Flusses auch zwanzig ziehen können, aber durch eine polizeiliche Verordnung vom 24. Mai 1860 wurde die Länge eines Schleppverbandes auf 600 Meter begrenzt.

### Kanalisierung der unteren Seine und Ende der Kettenschifffahrt

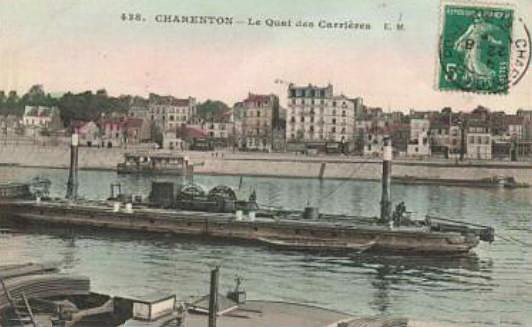
Kettenschiff vor Charenton-le-Pont, um 1910

Zwischen 1838 und 1868 wurde die untere Seine überall auf eine Mindestfahrwassertiefe von 1,60 Meter ausgebaut. Dazu wurde der Flussbereich in verschiedene, durch Schleusen getrennte Abschnitte (Haltungen) aufgeteilt. Die Schleusen waren maximal für Schiffe mit einer Länge von 50 Metern und einer Breite von 8 Metern vorgesehen. Dadurch verbesserte sich die Situation auf dem unteren Teil der Seine zwischen Paris und Rouen für die frei fahrenden, unter dem Namen „Guêpes“ (Wespen) bekannten Radschleppdampfer der Compagnie de touage et remorquage de l’Oise, die eine zunehmende Konkurrenz für die Kettenschlepper darstellten.
Da sich die Fahrtiefe von 1,6 Metern jedoch bald als unzureichend erwies, wurde durch ein Gesetz des Jahres 1878 der Ausbau der unteren Seine auf eine Minimaltiefe von 3,2 Meter beschlossen. Der vom Staat durchgeführte Umbau der Strecke bis Paris war in seiner Gesamtheit bis 1886 abgeschlossen. An jedem Wehr wurden zusätzlich große Schleusen (141 Meter lang und 11,94 Meter breit) eingerichtet, in denen gleichzeitig entweder sechs Schiffe mit 45 Meter Länge und 8 Meter Breite oder neun Pénichen von 38,5 Meter Länge und 5 Meter Breite passieren konnten. Die alten Schleusen blieben weiterhin erhalten und dienten leeren oder weniger beladenen Schiffen. Die Schleuse in Bougival bei Paris war mit einer Länge von 220 Metern dafür vorgesehen, sogar ganze Schleppzüge aus Kettenschlepper und 15 Pinassen auf einmal durchzulassen. Dies war sinnvoll, da in diesem Flussabschnitt sowohl die Schiffe zur Seinemündung als auch zur belgischen Grenze verkehrten.
In den wasserarmen Sommermonaten waren die beweglichen Wehre größtenteils geschlossen und garantierten so die volle Wassertiefe von 3,2 Metern bei einer relativ geringen Fließgeschwindigkeit von 0,5 Metern pro Sekunde. In den wasserreichen Wintermonaten waren bei teilweise bis ganz geöffneten Wehren ebenfalls immer 3,2 Meter Fahrtiefe garantiert. Insgesamt kam es nach dem Ausbau der Seine an maximal 12 Tagen im Jahr (zum Beispiel durch Eisgang oder extreme Hochwasser) zu Unterbrechungen der Schleppschifffahrt. Durch die Kanalisierungsarbeiten konnte der Warenverkehr von 1879 von 2,24 Millionen Tonnen bis 1890 auf 3,55 Millionen Tonnen erhöht werden.
Durch die Kanalisierung veränderte sich das Profil des Flusses erheblich. Die einstige Überlegenheit der Kettenschifffahrt war abgesehen von Hochwasserzeiten nicht mehr gegeben. Außerdem erhöhte sich durch verbesserte Dampfmaschinen die Leistungsfähigkeit der frei fahrenden Schlepper erheblich. Diese neue Technik konnte jedoch nicht in die alten Kettenschleppdampfer eingebaut werden. Für das Treibenlassen bei der Talfahrt reichte die Flussströmung nicht mehr aus und die Schiffe wurden von den Radschleppdampfern und Schraubendampfern, die für diese Aufgabe deutlich besser geeignet waren als die Kettenschlepper, auch talwärts geschleppt. Der Anteil der Kettenschifffahrt am Frachtverkehr reduzierte sich daraufhin von ursprünglich 97 % auf etwa 50 % im Jahre 1892.
Ein letzter Versuch, die Kettenschifffahrt wieder konkurrenzfähig zu machen, erfolgte durch den französischen Ingenieur de Bovet. Er entwickelte einen neuen Kettenzugapparat auf Basis der damals noch jungen Elektrotechnik. Die Kette wurde nur noch eine dreiviertel Umschlingung um die Kettentrommel geführt und die nötige Haftung erfolgte über elektromagnetische Kräfte (→ Hauptartikel: Kettenschleppschiff). Im Jahre 1892 setzte die Gesellschaft Touage et Remorquage sur la Seine et sur l’Oise (T.R.S.O.), die 1885 aus der Compagnie de Touage de la Basse-Seine et de l’Oise hervorgegangen war, nach über dreijähriger Testphase insgesamt vier Kettenschlepper dieses Typs ein. Die neue Technik half, die Anzahl der Kettenbrüche deutlich zu reduzieren. Außerdem konnten die neuen Schlepper ohne Kette zu Tal fahren und auf dieser Strecke sogar als vollwertige Schraubenschlepper eingesetzt werden. Die Gesellschaft ließ in den Folgejahren noch fünf Schlepper ähnlicher Konstruktion, aber geringerer Abmessung bauen. Sie sollten auf der Oise und dem Oise-Seitenkanal eingesetzt werden. Es kam jedoch nicht mehr zur Auslegung der Kette in diesem Bereich und die Schiffe dienten als reine Schraubenschlepper. De Bovets fortschrittliche Erfindung war zu spät gekommen, als dass sie den Niedergang der Kettenschifffahrt auch auf den nordfranzösischen Wasserstraßen noch hätte aufhalten können. Trotzdem dauerte es noch bis 1931, ehe die letzten Kettendampfer auf der Seine außer Betrieb gestellt wurden. Es waren die vier Dampfer nach dem Prinzip de Bovet sowie zwei Exemplare der älteren Bauweise.

## Die Kettenschifffahrt auf anderen Flüssen
Die Gesellschaft Le touage de l’Yonne erhielt 1873 die Konzession für die 93 Kilometer lange Strecke auf der Yonne von Montereau (Mündung der Yonne in die Seine) bis Auxerre. Der Schleppdienst erstreckte sich anfangs jedoch nur bis Laroche, weil die Kanalisierung der Yonne zwischen Laroche und Auxerre noch nicht beendet war.
Ab 1836 wurde das Wasser der Loire flussabwärts von Saint-Léger-des-Vignes nahe der Einmündung des Flusses Aron aufgestaut. Dadurch sollte oberhalb des Wehrs genügend Wassertiefe entstehen, um mit dem Schiff über die Loire vom Canal latéral à la Loire (Loire-Seitenkanal) zum Canal du Nivernais oder zurück zu wechseln. Die Überquerung konnte allein durch diese Maßnahme nicht sichergestellt werden und Charles Semé schlug am 6. März 1869 vor, diesen Flussabschnitt von knapp zwei Kilometer Länge durch Kettenschlepper zu verbinden. Im Jahr 1870 verkehrte der erste der Kettenschlepper auf dieser Strecke, er hatte eine Leistung von 18 kW (25 PS) und funktionierte mit Dampf. Sein Nachfolger löste den Kettendampfer 1907 ab. Ab 1933 kam der Kettenschlepper Ampère V mit zwei Dieselmotoren mit einer Leistung von etwa 15 kW (20 PS) und 7 kW (10 PS). Diese trieben einen Generator an, der ein elektrisches Getriebe zur Bewegung der Kette speiste. Durch die immer stärkere Motorisierung der Schiffe wurde der Kettenschlepper immer weniger benutzt und 1974 aufgrund zu geringer Nachfrage außer Dienst gestellt. Er ist jetzt als Teil eines Informationszentrums in Saint-Léger-des-Vignes zu besichtigen.
Die Kettenschifffahrt wurde auch auf Flüssen getestet, deren Quelle in der Alpenregion liegt. Die Hochwasser waren hier deutlich stärker als an der Seine und führten große Mengen Sand und Geröll mit sich. Auf der Rhône zeigte sich, dass dieser Fluss zu viele starke Krümmungen besaß und die Kette durch Hochwasser auf weiten Strecken von Sand und Geröll begraben wurde. Zuweilen mussten einzelne Abschnitte der Kette aufgegeben werden. Auf der Rhône kamen daher statt Kettendampfern acht Seilschleppschiffe zum Einsatz. Aus den gleichen Gründen scheiterten auch die Versuche der Kettenschifffahrt auf der Saône.

## Die Kettenschifffahrt auf Kanälen

Kettenschleppschiff in Mauvages

In Frankreich gab es starke Bestrebungen, ein Netz aus Schifffahrtskanälen aufzubauen, das den Osten und Süden Frankreichs mit Paris und der unteren Seine verbinden sollte, von denen sie eine Wasserscheide trennt. Die Kanäle mussten daher mit einem System von Schleusen versehen werden, durch das die Niveauunterschiede überwunden werden konnten. Der höchstgelegene Kanalabschnitt, auch Scheitelhaltung genannt, wurde über Speicher mit Wasser versorgt, die den Wasserverlust beim Schleusen ausglichen. Die Scheitelhaltung musste eine ausreichende Länge besitzen, damit sich der Wasserstand bei Schleusungsvorgängen nicht wesentlich änderte. Geländebedingt sind in Frankreich mehrere Kanäle in diesem Bereich sehr schmal und daher nur einschiffig zu befahren. Tiefe Einschnitte oder Kanaltunnel erschweren hier die Anlage von guten Leinpfaden.
Mit zunehmendem Querschnitt der Schiffe erhöht sich der Widerstand auf engen einschiffigen Kanalabschnitten der Scheitelhaltungen überproportional, da das Wasser zwischen Schiff und Kanalwand nach hinten zurückfließen muss. Im Vergleich zu zweischiffigen Streckenabschnitten ist bei den in Frankreich vorherrschenden Kanaldimensionen etwa die vierfache Zugkraft erforderlich. Erzeugt das Zugfahrzeug zusätzliche Strömungen, so verstärkt sich der Widerstand deutlich. Dies sollen auch Versuche auf dem sehr engen Canal du Nivernais gezeigt haben. Ein frei fahrender Schleppdampfer mit drei Kähnen im Anhang soll für eine Geschwindigkeit von 0,6 Meter pro Sekunde (2,1 Kilometer pro Stunde) eine Leistung von 52 kW (71 PS) benötigt haben. Die gleiche Geschwindigkeit soll ein Kettenschlepper mit nur 7 kW (10 PS) erreicht haben.
Im Bereich der Kanaltunnel sorgten in Frankreich daher häufig Kettenschiffe für den Schiffstransport. Aufgrund der mangelnden Entlüftung der Tunnelanlage wurden die elektrisch betriebenen Kettenschlepper auch nach Einführung der selbstfahrenden Motorschiffe weiter verwendet und sind zum Teil auch heute noch in Betrieb.

### Riquevaltunnel am Canal de Saint-Quentin

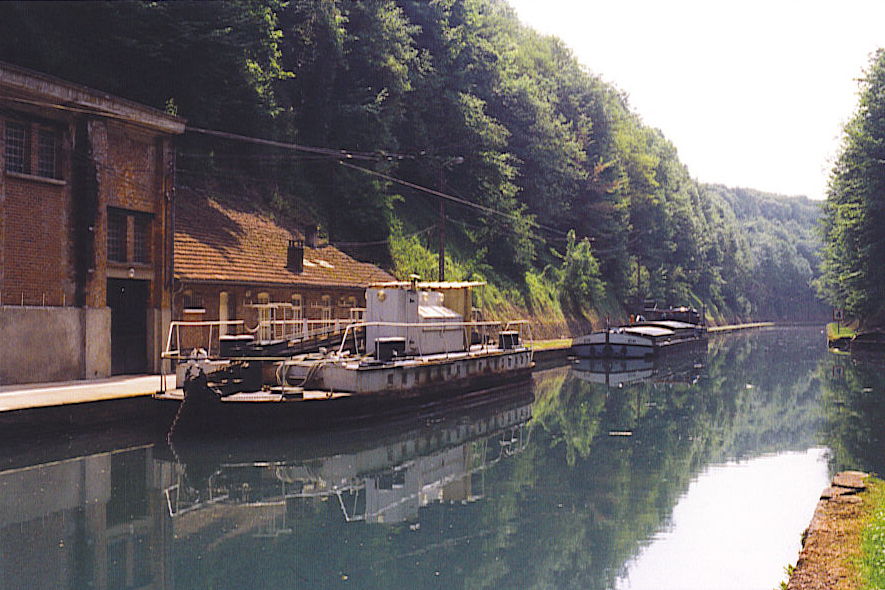
Einfahrt zum Tunnel von Riqueval, Canal de Saint-Quentin

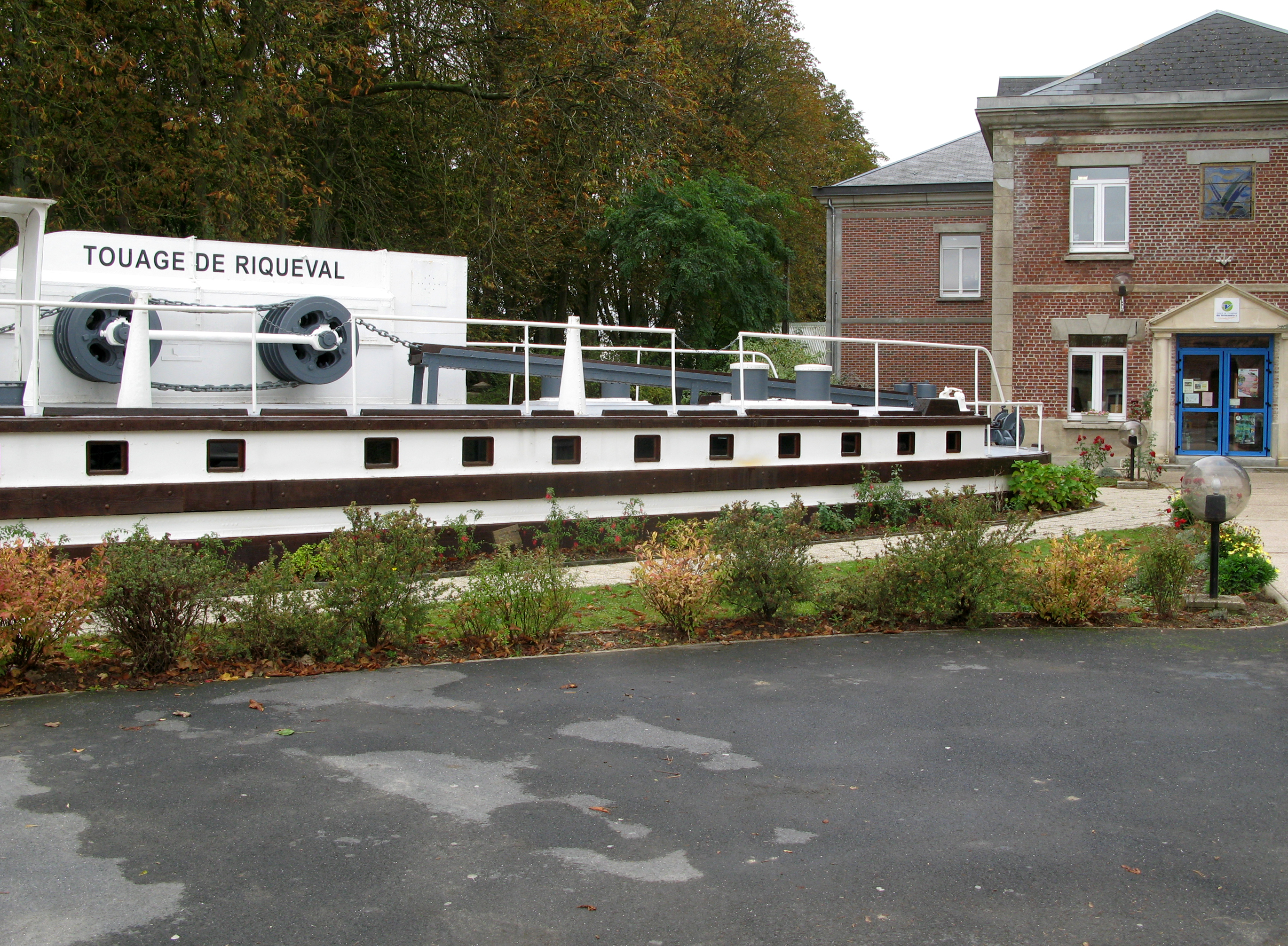
Museumsschlepper Ampère I (Musée du Touage)

Der 5670 Meter lange Tunnel von Riqueval wurde zwischen 1801 und 1810 im Auftrag Napoleon Bonapartes errichtet und ist Teil des Canal de Saint-Quentin, der Paris mit dem Norden Frankreichs und Belgien verbindet. Anfangs treidelten die Schiffer ihre Boote auf zwei links und rechts des Kanals angeordneten Wegen selbst durch den Tunnel, was etwa 20 Stunden dauerte. Im Laufe der Jahre wurden Pferde für den Schiffstransport eingesetzt, die Dauer für die Tunnelpassage wurde jedoch kaum reduziert, da gleichzeitig der Wasserwiderstand durch immer größere Schiffe erhöht wurde. Erst durch das Entfernen eines der beiden Wege im Jahr 1861 verbreiterte sich der Kanal auf 6,6 Meter, wodurch sich der Wasserwiderstand drastisch reduzierte.
Ab 1867 wurden auf der 20,1 Kilometer langen, meist einschiffigen Scheitelhaltung dampfbetriebene Kettenschiffe zum Schiffstransport eingesetzt. Innerhalb dieses Kanalabschnitts liegen zwei Tunnel von 5670 und 1098 Meter Länge. Sechs staatliche Kettenschiffe entwickelten eine Leistung von jeweils 20 bis 30 kW (25–40 PS). Wegen des starken Schiffsverkehrs nach Paris mussten sehr lange und schwere Schleppzüge transportiert werden. Der Normalzug bestand aus 25 beladenen Schiffen, es konnten aber auch bis zu 35 Schiffe gezogen werden. Als Schleppgeschwindigkeit wurden mit Anhang nur 0,9 bis 1,1 Kilometer pro Stunde erreicht. Die Stärke der Kette betrug anfangs 18 Millimeter und wurde mit der Zeit im großen Tunnel auf 30 Millimeter erhöht. Bei der Durchfahrt durch den großen Tunnel wurde der Wasserspiegel um 25 bis 45 Zentimeter aufgestaut und es dauerte eine halbe bis eine Stunde, bis sich dieser Aufstau wieder abgebaut hatte. Bei dem langen Aufenthalt im Tunnel waren die Menschen starken Rauchbelastungen ausgesetzt.
Seit 1906 werden elektrisch angetriebene Kettenschiffe verwendet. Das Kettenschiff ist 25 m lang, fünf Meter breit und besitzt einen Tiefgang von einem Meter. Es kann bis zu 32 Pénichen durch den Tunnel von Riqueval ziehen. Die Geschwindigkeit beträgt 2,5 km/h. Die im Kanal verlegte Kette ist 8 Kilometer lang und wiegt 96 Tonnen. Nachdem am Tunnel eine mechanische Lüftungsanlage installiert worden war und die Auslastung des Tunnels zurückging, ist nur noch einer der beiden Kettenschlepper in Betrieb. Der andere Kettenschlepper mit Namen Ampère I liegt am Eingang des Tunnels und ist zum Museum für Kettenschifffahrt (Musée du Touage) ausgebaut.

### Tunnel von Mauvages am Canal de la Marne au Rhin
Der Tunnel von Mauvages am Canal de la Marne au Rhin wurde 1842 bis 1847 erbaut und 1853 in Betrieb genommen. Ab 1887 verkehrten im Bereich der Scheitelhaltung auf einer Länge von 7,3 Kilometern (davon 4877 Meter im Tunnel) zwei Kettendampfer. Sie entwickelten im Schlepptau eine Leistung von 21 kW (28 PS) und erreichten mit einem Anhang von 17 Schiffen eine Geschwindigkeit von 1,26 Kilometer pro Stunde. Seit 1912 verkehrte ein elektrisch betriebener Kettenschlepper. Den Strom für die knapp fünf Kilometer lange Strecke bezog er über zwei Stromleitungen an der Tunneldecke.
Nach der Konstruktion von Entlüftungsschächten zur Oberfläche wurde im Jahr 2011 das Schleppen eingestellt.
Die Schiffe fahren heute mit eigener Kraft durch den Tunnel.

### Tunnel von Pouilly-en-Auxois am Canal de Bourgogne

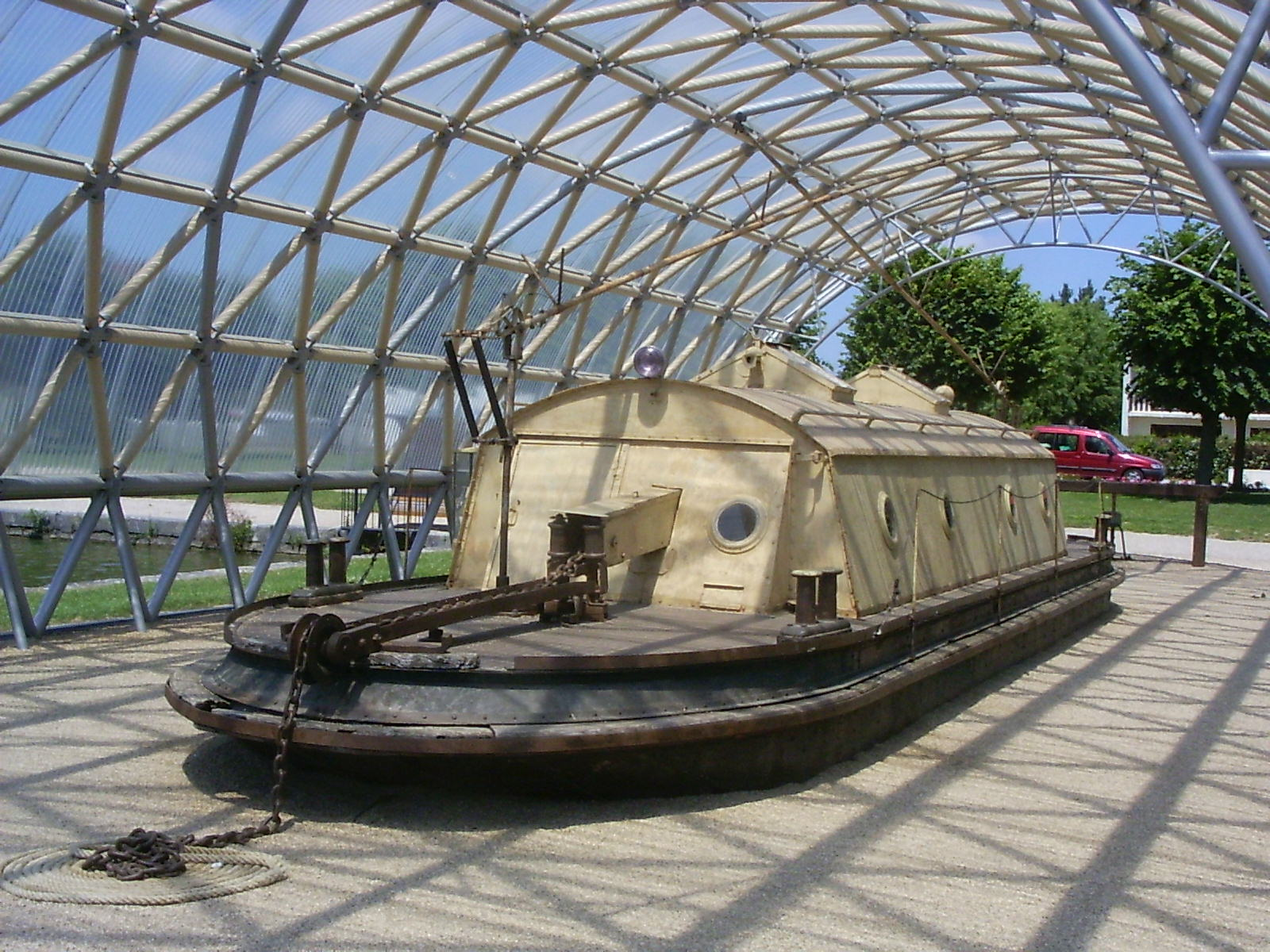
Elektrisch betriebener Kettenschlepper im Hafen von Pouilly-en-Auxois

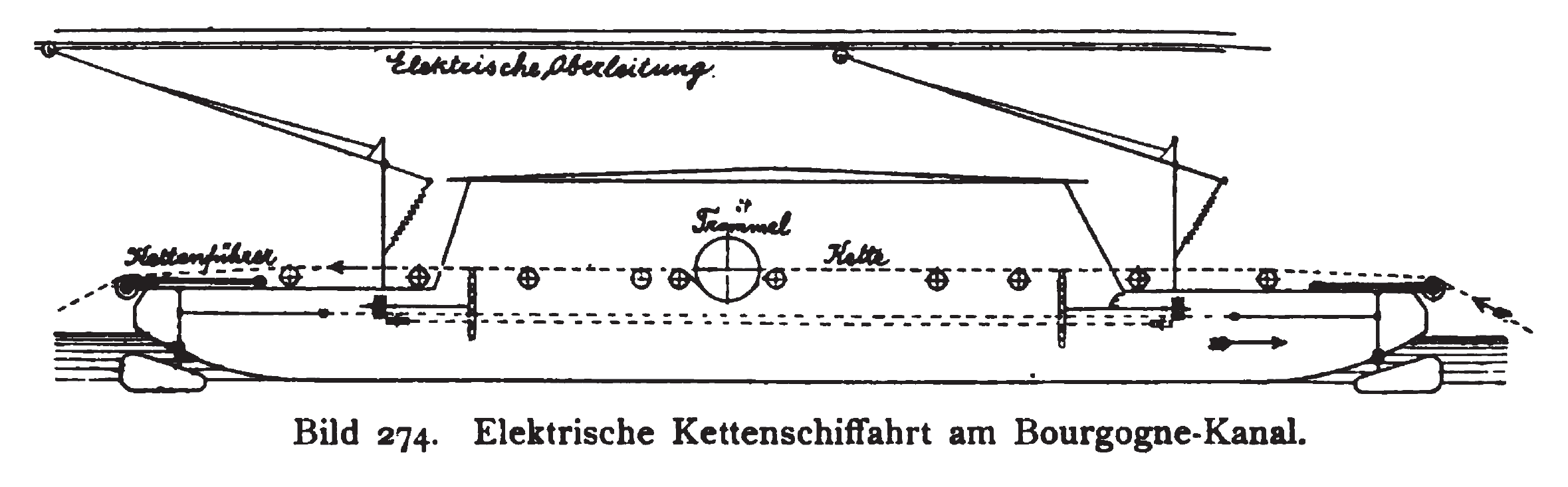
Schematische Darstellung des elektrischen Kettenschleppers

Der Canal de Bourgogne verbindet die französischen Flüsse Yonne und Saône. Im Bereich der etwa 6 Kilometer langen Scheitelhaltung befindet sich der etwa 3,3 Kilometer lange Tunnel bei Pouilly-en-Auxois. Ursprünglich mussten die Matrosen ihre Schiffe mittels Stangen durch den Tunnel staken, später an einer an der Tunnelmauer befestigten Kette entlangziehen, wofür sie bis zu 8 Stunden benötigten. Ab dem Jahr 1867 zog ein Dampfboot mehrere Schiffe auf einmal als Schleppverband durch den Tunnel.
Ab Juli 1893 ersetzten elektrische Kettenschleppschiffe nach dem System »Galliot« die mit Dampf betriebenen Schlepper. Der Wasserausfluss beim Entleeren der beiden Schleusen am Ende der Scheitelstrecke trieb je eine Turbine mit angeschlossenem Generator an. Deren Leistung betrug zusammen maximal 35 PS. Das Kettenschleppschiff griff den erzeugten Strom von Drahtleitungen an der Decke des Tunnels über Stromabnehmer ab und zog sich und die angehängten Boote durch den Tunnel. Zur Pufferung der Energie war auf dem Schlepper ein Akkumulator untergebracht, der für zwei Hin- und Herfahrten genügte. Ein Mann reichte zur Führung des gesamten Schleppers. Der Elektroschlepper besaß eine Länge von 15 Metern, eine Breite von 3,2 Metern und einen Tiefgang von 0,5 Metern. Die Schleppkette hatte eine Stärke von 16 Millimetern. Je nach Länge des Anhangs wurden Geschwindigkeiten von 2,5 bis 4 km/h erreicht. Die Betriebskosten sollen um 25 % unterhalb der des Dampfschiffes gelegen haben.
Durch die entlang der Decke des Tunnels geführten Stromleitungen reduzierte sich die maximale Durchfahrtshöhe für die Schiffe auf 3,1 Meter. Die Brücken im Rest des Kanals waren aber alle auf eine Durchfahrtshöhe von 3,4 Metern ausgelegt. Um diesen Engpass zu vermeiden, der sich insbesondere für weit aus dem Wasser ragende unbeladene Schiffe ergab, wurde ab 1910 eine Art „Schiffsfähre“ (bac-transporteur) eingesetzt. Dabei handelte es sich um einen schwimmenden Trog mit einer festen Einfahrtsschwelle, die bei schwimmendem Trog hoch genug über dem Wasser und bei abgesenktem Trog tief genug unter Wasser war, damit eine leere Péniche über sie hinwegkam. Befand sich die zu transportierende Péniche über dem abgesenkten Trog im Becken, wurde das Becken geschlossen und das Wasser im Becken wie auch im Trog über ein Rohr in einen Graben abgelassen, so dass sich die eingefahrene Péniche auf den Boden des Trogs absenkte. Nach dem Schließen der Schütze des Trogs konnte das Becken aus dem Kanal wieder geflutet werden und der Trog schwamm mit der Péniche auf. Auch wenn der Trog natürlich eine größere Fläche als eine Péniche hatte, lag diese durch die schwere Bauweise des Trogs im Trog um 60 Zentimeter tiefer als selbstfahrend. Diese Prozedur der „Schiffsverladung“ erfolgte in den entsprechenden Becken für den Trog in den Vorhäfen auf beiden Seiten des Tunnels in Pouilly-en-Auxois und in Escommes.
Im Mai 1987 fand die letzte Fahrt des elektrischen Kettenschleppers statt. Heute ist er in einer Halle ausgestellt, welche in Form und Größe den Tunnel nachbildet. Gegenüber befindet sich das „Institut du Canal“, ein interaktives Museum mit Informationstafeln und Modellen zum Thema Schleppschifffahrt und Canal du Bourgogne. Der Trog wurde in den letzten Jahren seines Betriebs nur noch selten verwendet, da der Frachtverkehr auf dem Kanal stark nachgelassen hatte und man daher für die Durchfahrt einer Leerpéniche durch den Tunnel teilweise einfach das Wasserniveau in der Scheitelhaltung entsprechend absenkte.

### Andere Kanäle
Der Canal du Nivernais verbindet die beiden französischen Flüsse Loire und Yonne und führt an der Scheitelhaltung durch drei Tunnel (758, 268 und 212 Meter lang). Ab 1899 bestand eine staatliche Kettenschifffahrt auf diesem 3,7 Kilometer langen Kanalabschnitt. Da es auf dem Kanal nur ein geringes Verkehrsaufkommen gab, zog ein mit einer Gasmaschine (Petroleum) betriebenes Kettenschiff mit einer Leistung von etwa 7 kW (10 PS) einen Anhang von 3 bis 12 Schiffen vorwärts. Es erreichte dabei eine Schleppgeschwindigkeit von 1,2 bis 2,5 Kilometern pro Stunde.
Der Canal Saint-Martin befindet sich im Nordosten von Paris. Auf der vierten Haltung des Kanals wurde die Kettenschifffahrt seit 1862 auf einer Länge von 2650 Metern (davon 1850 Meter im Tunnel) betrieben. Die Bedeutung des Schiffsverkehrs auf diesem Kanalabschnitt war groß. Der Kettenschlepper hatte eine Leistung von 15 kW (20 PS) und erreichte im Schleppbetrieb eine Geschwindigkeit von 2 Kilometern pro Stunde.
Der Canal de la Meuse (damals noch Nordabschnitt des Canal de l’Est) verbindet Belgien mit dem Großraum Paris. Mit nur einem Kettenschiff von 13 kW (18 PS) wurden ab 1880 bis zu vier Schiffe gleichzeitig geschleppt. 1887 lag der Jahresverkehr bei etwa 500 Tausend Tonnen. Die Strecke liegt in einer kurzen Haltung und führt 565 Meter durch den Tunnel von Ham.
Auf der mittleren Scarpe gab es gleich zwei Abschnitte mit Kettenschifffahrt. Der erste war 3200 Meter lang und befand sich stromabwärts der Schleuse Douai, der zweite lag stromaufwärts der Schleuse „des Augustins“ und hatte eine Länge von 1800 Metern. Der Jahresverkehr lag 1888 auf beiden Strecken jeweils bei knapp 1,9 Millionen Tonnen.

## Vergleich der Transportkosten
In der Mitte des 19. Jahrhunderts existierten für den Schiffstransport hauptsächlich folgende Techniken: Treideln durch Menschen und Tiere sowie die Schleppschifffahrt mit Kettendampfschiffen oder Raddampfern. Ein Vergleich der Transportpreise von 1863 ergab folgende Aussagen:
Das Ziehen von Schiffen durch den Menschen war sehr anstrengend und erfolgte daher in Frankreich vor allem auf Kanälen. Die Kosten für den Transport betrugen für diese Art der Fortbewegung im Mittel etwa 0,0077 Francs pro Tonne und Kilometer. Als mittlere Tagesleistung konnte auf den Kanälen so eine Strecke von etwa 11 Kilometern erreicht werden. Durch den Einsatz von Pferden als Zugtiere konnte die pro Tag auf Kanälen zurückgelegte Strecke auf etwa 22 Kilometer verdoppelt werden, gleichzeitig erhöhten sich die mittleren Kosten für den Transport auf etwa 0,0197 Francs pro Tonne und Kilometer.
Auf den Flüssen waren die Kosten und Transportzeiten für das Treideln stark von den Gegebenheiten des jeweiligen Flusses abhängig, wie Wassertiefe und Strömung, Verblockungen usw., aber auch von der Ufergestaltung sowie der Qualität der Leinpfade. Außerdem wurden die Preise für das Treideln individuell verhandelt und richteten sich nach Angebot und Nachfrage. So betrugen die Kosten 1842 für das Treideln mit Pferden an der Seine zwischen 0,035 und 0,050 Francs pro Tonne und Kilometer, während für die Yonne in der Literatur Werte von 0,085 und 0,088 Francs pro Tonne und Kilometer angegeben werden. Die durchschnittliche Strecke, die 1842 per Pferdezug pro Tag zurückgelegt werden konnte, lag bei etwa 14,7 Kilometern. Keine fünfzehn Jahre später wird in der Literatur für das Treideln mit Pferden die mittlere pro Tag zurückgelegte Strecke mit etwa 20,5 Kilometern angegeben. Diese Erhöhung der Tagesleistung um etwa 40 % ist mit dem Ausbau des Flusses und des Ufers zu begründen und führte außerdem zu einer Reduzierung der Kosten auf 0,0205 Francs pro Tonne und Kilometer, was etwa der Hälfte der Kosten von 1842 entspricht.
Die Kosten für die Kettenschifffahrt waren einheitlich per Dekret festgesetzt und wesentlich einfacher zu kalkulieren. Der Preis setzte sich aus zwei Anteilen zusammen. Der erste Teil richtete sich nach der möglichen Nutzlast des zu ziehenden Schiffs und betrug 0,0035 Francs pro Tonne und Kilometer. Hinzu kam ein zweiter Preis, der sich an der tatsächlichen Ladung des Schiffes orientierte und mit 0,015 Francs pro Tonne und Kilometer festgelegt war. Für ein voll beladenes Schiff ergab sich damit ein durchschnittlicher Preis von 0,0185 Francs pro Tonne und Kilometer. Bei halber Ladung war hingegen ein erhöhter Preis von 0,022 Francs pro Tonne und Kilometer zu zahlen. Mit einem Kettenschiff konnte ein Schleppverband pro Tag eine Strecke von 33,3 Kilometer zurücklegen.
Auch wenn die Schätzungen Ungenauigkeiten enthalten konnten, ließen sich aus diesen Zahlen wichtige Schlussfolgerungen ziehen. Der billigste Transport war das Treideln durch den Menschen, das jedoch auf Kanäle mit sehr geringer Fließgeschwindigkeit beschränkt war. Außerdem war die enorme körperliche Belastung zu berücksichtigen, die nicht selten zum frühen Tod führte. Die Kettenschifffahrt war auf der Seine etwas billiger als das Treideln mit Pferden. Außerdem legte ein Schleppzug an der Kette pro Tag eine deutlich größere Strecke zurück. Die Kettenschifffahrt bot feste, kalkulierbare Preise und einen regelmäßigen Transport. Der Transport im Schleppverband sparte außerdem Personalkosten, da weniger Besatzung nötig war. Havarien waren seltener und schneller repariert als beim Treideln mit Pferden.

## Versuche mit Kette ohne Ende

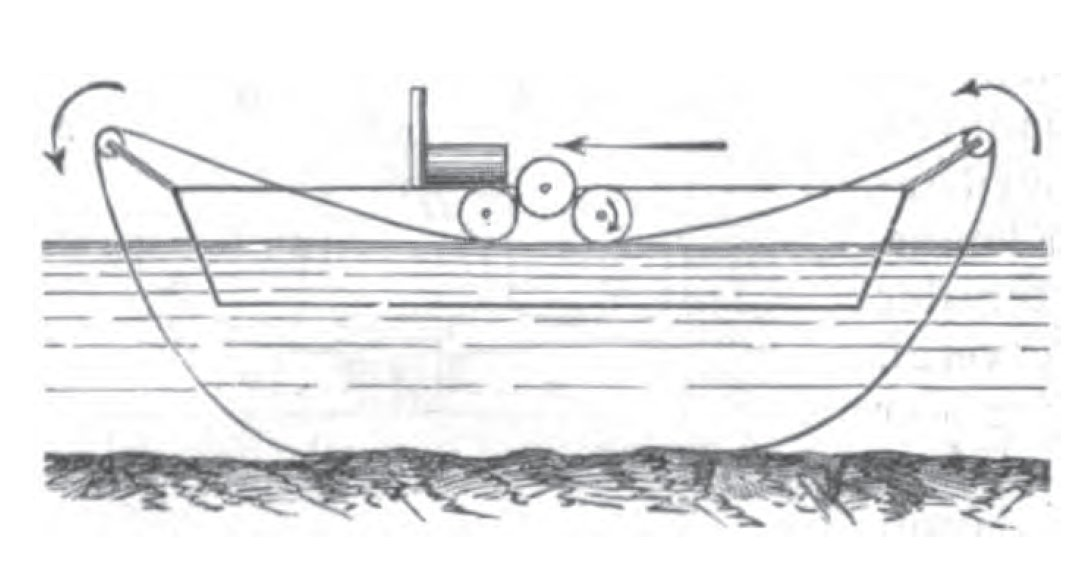
Prinzip der Fortbewegung mit Kette ohne Ende

Um die hohen Anschaffungskosten einer Kette bzw. eines Kabels zu vermeiden, wurden von Dupuy de Lome auf der Rhône Versuche mit einer Endloskette durchgeführt. Dabei war der Schlepper mit seiner eigenen Kette ausgerüstet. Sie wurde am Vorderschiff (Bug) ins Wasser gelassen und legte sich durch das Eigengewicht auf den Flussgrund. Am Hinterschiff (Heck) wurde die Kette aus dem Wasser gezogen und gelangte durch den Kettenantrieb über das Deck des Schiffes wieder nach vorne. Unter der Voraussetzung, dass der untere Teil der schweren, in sich geschlossenen Kette durch die Flusssohle am Gleiten gehindert wurde, zog sich das Schiff vorwärts. Diese Antriebsart kam jedoch wirtschaftlich nicht zum Einsatz, da bei ihr eine vernünftige Kraftübertragung nur bei einer exakt an die jeweilige Wassertiefe angepassten Kettenlänge gegeben ist. Ist die Wassertiefe zu groß, so verringert sich die Länge des Kettenabschnitts, der auf der Flusssohle zu liegen kommt und damit die erforderliche Reibung. Bei zu geringer Wassertiefe hat die Kette eine zu große Länge und würde nicht langgezogen, sondern klumpenweise am Boden zu liegen kommen. Wechselnde Flusstiefen erschweren daher die Steuerfähigkeit des Schiffs erheblich.